# Alajos Pálffy
Alajos Pálffy de Erdőd (Ungheria, 26 giugno 1801 – Hradiště, 2 febbraio 1876) (in ungherese gróf erdődi Pálffy Alajos) Conte di Erdőd e Barone di Újezd, nonché Generale al servizio dell'esercito austro-ungarico e Governatore del Veneto dal 22 marzo all'aprile del 1848.

## Biografia
Proveniente da un ramo collaterale della nobilissima famiglia ungherese dei Pálffy de Erdőd, era figlio del conte Rudolf Károly Pálffy (1750-1802) e di sua moglie Maria Antonia (1763–1842) contessa von Kolowrat-Krakowsky. Sua nonna paterna era Maria Eleonora von Kaunitz-Rietberg, sorella del celebre Wenzel Anton von Kaunitz-Rietberg. Il nonno e bisnonno materni furono entrambi feldmarescialli al servizio del Sacro Romano Impero tra XVII e XVIII secolo. Seguendo le loro orme, Alajos entrò ancora giovanissimo nelle schiere dell'esercito austriaco, vivendo gli ultimi stralci delle guerre napoleoniche.
Dopo aver fatto carriera nel corpo di cavalleria degli ussari, venne posto a comando dell'8º reggimento von Tersztyánszky assieme al Principe ungherese Alajos Esterházy de Galánta (1780–1868), col quale prese parte alla campagna d'Italia del 1848 ove riuscì a divenire Governatore del Veneto, seppur per breve tempo dal marzo all'aprile di quello stesso anno. Fu nel contempo consigliere intimo dell'imperatore e ricoprì l'incarico di ciambellano di corte.
Nel 1859 venne destinato alla 2ª Armata al comando di Ferenc Gyulai e prese parte alla Battaglia di Magenta, ma rimase estraneo agli scontri assieme agli altri corpi di cavalleria a lui sottoposti (12º reggimento degli ussari "Conte Haller" su quattro squadroni, 1º reggimento degli ulani "Conte Civaòrt" su sette squadroni e 9ª batteria a cavallo del 3º reggimento), attendendo come riserva a Castellazzo de' Stampi, frazione di Corbetta per poi unirsi in ritirata alla divisione di cavalleria di Alessandro di Mensdorff di stanza a Cerello.
Ritiratosi a vita privata dopo le sconfitte subite in Italia, morì il 2 febbraio 1876 a Hradiště.

## Matrimonio e figli
Il 16 agosto 1833 si sposò con la giovane principessa polacca Sofia Jablonowska (1812–1848) discendente del re Stanislao Leszczyński. Da questa unione nacquero due figli maschi e due femmine:
- Eduárd (1836–1915), politico
- Zsigmond (1837–1894)
- Antónia (1839–1874)
- Mária Zsófia (1842–1926)

Alla morte della prima moglie si risposò con la cugina Marie Antonie Josefa Ernestine Pálffy de Erdőd dalla quale però non ebbe eredi.

## Ascendenza
|                                     |                                      |                                                 | Genitori                                                |  |  | Nonni |  |  | Bisnonni                |  |  | Trisnonni                |  |
|                                     |                                      |                                                 |                                                         |  |  |       |  |  | Lipót I Pálffy de Erdőd |  |  | Miklós V Pálffy de Erdőd |  |
|                                     |                                      |                                                 |                                                         |  |  |       |  |  | Lipót I Pálffy de Erdőd |  |  | Miklós V Pálffy de Erdőd |  |
|                                     |                                      | Katharina Elisabeth von und zu Weichs           |                                                         |  |  |       |  |  | Lipót I Pálffy de Erdőd |  |  |                          |  |
| Rudolf I József Pálffy de Erdőd     |                                      |                                                 |                                                         |  |  |       |  |  | Lipót I Pálffy de Erdőd |  |  |                          |  |
|                                     |                                      | Maria Antonia Ratuit de Souches                 | Karl Ratuit von Souches                                 |  |  |       |  |  |                         |  |  |                          |  |
|                                     |                                      | Maria Antonia Ratuit de Souches                 | Karl Ratuit von Souches                                 |  |  |       |  |  |                         |  |  |                          |  |
|                                     |                                      | Maria Antonia Ratuit de Souches                 | Anna von Puchhaim                                       |  |  |       |  |  |                         |  |  |                          |  |
| Rudolf II Károly Pálffy de Erdőd    |                                      | Maria Antonia Ratuit de Souches                 |                                                         |  |  |       |  |  |                         |  |  |                          |  |
|                                     |                                      | Fortunatus Josef von Kaunitz-Rietberg           | Dominik Andreas I von Kaunitz                           |  |  |       |  |  |                         |  |  |                          |  |
|                                     |                                      | Fortunatus Josef von Kaunitz-Rietberg           | Dominik Andreas I von Kaunitz                           |  |  |       |  |  |                         |  |  |                          |  |
|                                     |                                      | Fortunatus Josef von Kaunitz-Rietberg           | Eleonore Josepha von Sternberg                          |  |  |       |  |  |                         |  |  |                          |  |
| Maria Eleonora von Kaunitz-Rietberg |                                      | Fortunatus Josef von Kaunitz-Rietberg           |                                                         |  |  |       |  |  |                         |  |  |                          |  |
|                                     |                                      | Maria Francesca della Frisia orientale-Rietberg | Ferdinando Massimiliano della Frisia orientale-Rietberg |  |  |       |  |  |                         |  |  |                          |  |
|                                     |                                      | Maria Francesca della Frisia orientale-Rietberg | Ferdinando Massimiliano della Frisia orientale-Rietberg |  |  |       |  |  |                         |  |  |                          |  |
|                                     |                                      | Maria Francesca della Frisia orientale-Rietberg | Johanna Franziska zu Manderscheid-Blankenheim           |  |  |       |  |  |                         |  |  |                          |  |
| Alajos Pálffy de Erdőd              |                                      | Maria Francesca della Frisia orientale-Rietberg |                                                         |  |  |       |  |  |                         |  |  |                          |  |
|                                     | Vilém Albrecht Krakovský zu Kolovrat | Jan František Krakovský zu Kolovrat             |                                                         |  |  |       |  |  |                         |  |  |                          |  |
|                                     | Vilém Albrecht Krakovský zu Kolovrat | Jan František Krakovský zu Kolovrat             |                                                         |  |  |       |  |  |                         |  |  |                          |  |
|                                     | Vilém Albrecht Krakovský zu Kolovrat | Eleonora Claudia Anguissola                     |                                                         |  |  |       |  |  |                         |  |  |                          |  |
| Prokop Jan Krakovský zu Kolovrat    | Vilém Albrecht Krakovský zu Kolovrat |                                                 |                                                         |  |  |       |  |  |                         |  |  |                          |  |
|                                     |                                      | Marie Františka zu Valdštejna                   | František Karel zu Valdštejn                            |  |  |       |  |  |                         |  |  |                          |  |
|                                     |                                      | Marie Františka zu Valdštejna                   | František Karel zu Valdštejn                            |  |  |       |  |  |                         |  |  |                          |  |
|                                     |                                      | Marie Františka zu Valdštejna                   | Marie Ludmila Libštejnská zu Kolowrat                   |  |  |       |  |  |                         |  |  |                          |  |
| Maria Antonia Krakovský zu Kolovrat |                                      | Marie Františka zu Valdštejna                   |                                                         |  |  |       |  |  |                         |  |  |                          |  |
|                                     |                                      | Hermann Carl von Ogilvy                         | Georg Benedikt von Ogilvy                               |  |  |       |  |  |                         |  |  |                          |  |
|                                     |                                      | Hermann Carl von Ogilvy                         | Georg Benedikt von Ogilvy                               |  |  |       |  |  |                         |  |  |                          |  |
|                                     |                                      | Hermann Carl von Ogilvy                         | Maria Anastasia von Zuckmantel zu Brumath               |  |  |       |  |  |                         |  |  |                          |  |
| Marie Margareta Anna Ogilvy         |                                      | Hermann Carl von Ogilvy                         |                                                         |  |  |       |  |  |                         |  |  |                          |  |
|                                     |                                      | Esther Anna Regina von Welz-Eberstein           | Franz Raymund von Welz-Eberstein                        |  |  |       |  |  |                         |  |  |                          |  |
|                                     |                                      | Esther Anna Regina von Welz-Eberstein           | Franz Raymund von Welz-Eberstein                        |  |  |       |  |  |                         |  |  |                          |  |
|                                     |                                      | Esther Anna Regina von Welz-Eberstein           | Maria Margherita Bucellini                              |  |  |       |  |  |                         |  |  |                          |  |
|                                     |                                      | Esther Anna Regina von Welz-Eberstein           |                                                         |  |  |       |  |  |                         |  |  |                          |  |